# Marquesat de Mura
El Marquesat de Mura és un títol nobiliari creat per l'arxiduc Carles d'Àustria el 31 d'agost de 1707 a favor de Felicià de Cordelles i Ramanyer.
El beneficiari, I marquès de Sant Martí de Mura, va ser Senyor de Mura i Castellnou de Bages, i Protector del Braç Militar.

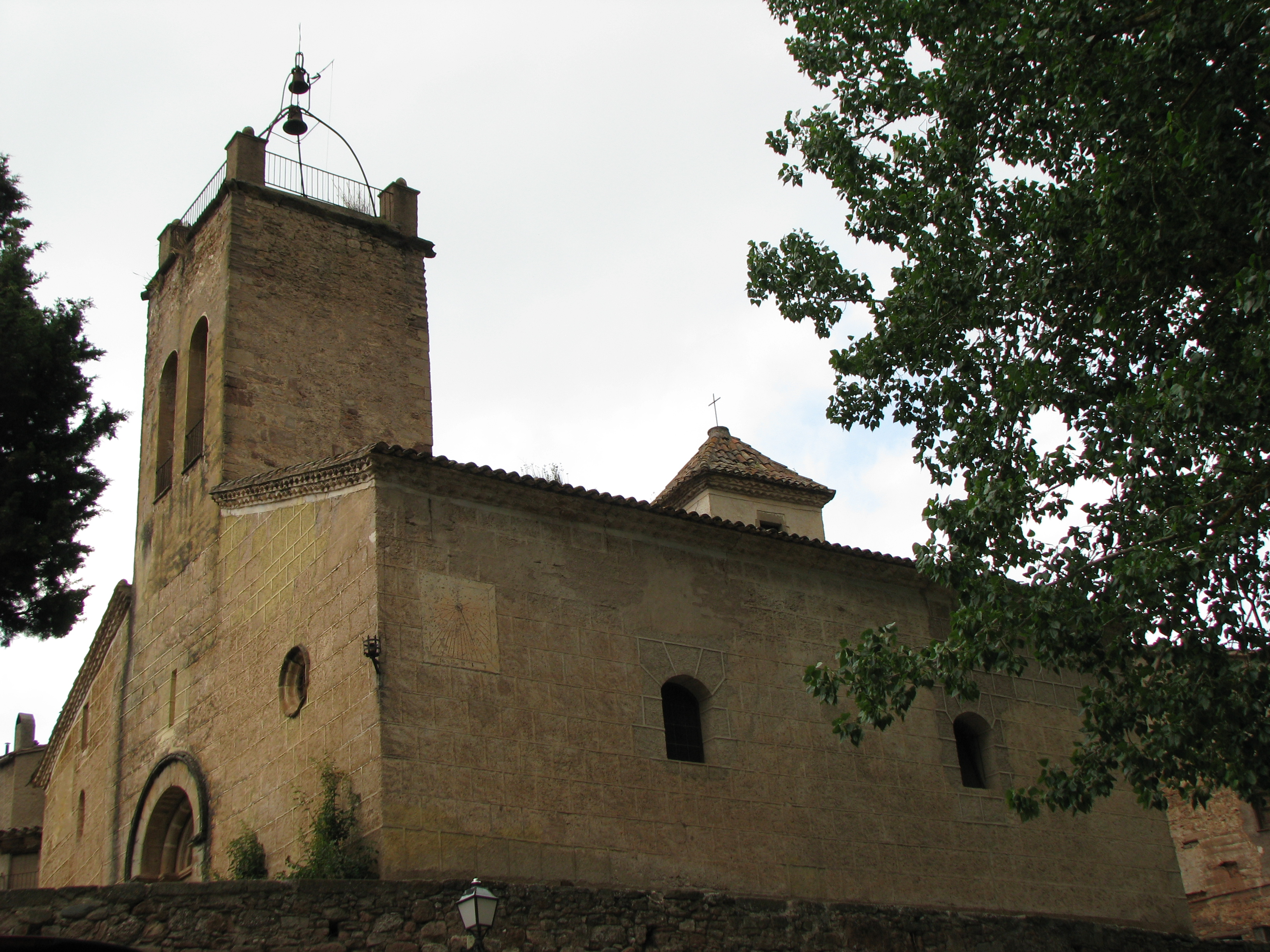
Església de Sant Martí de Mura, en la localitat de Mura, Bages.

El títol fa referència al municipi català de Mura, on el beneficiari era senyor. Aquest municipi està situat en a l'interior de l'actual Parc Natural de Sant Llorenç del Munt i l'Obac. L'Església del municipi està dedicada a Sant Martí, per la qual cosa el títol segons la denominació original es deuria a ella.
El títol va ser confirmat i rehabilitat el 4 de març de 1930 pel rei Alfons XIII, amb la denominació de "marquesat de Mura", a favor de Ramon de Dalmases i Villavecchia (1897-1983), II marquès de Mura.
El seu actual titular, des de 2002, és Alfonso Javier de Dalmases y Aymat, IV marquès de Mura.

## Marquesos de Mura
|                                                                                    | Titular                                                                            | Període                                                                            |
| Creat el 1707 per l'arxiduc Carles d'Àustria, com a Marquesat de San Martí de Mura | Creat el 1707 per l'arxiduc Carles d'Àustria, com a Marquesat de San Martí de Mura | Creat el 1707 per l'arxiduc Carles d'Àustria, com a Marquesat de San Martí de Mura |
| ---------------------------------------------------------------------------------- | ---------------------------------------------------------------------------------- | ---------------------------------------------------------------------------------- |
| I                                                                                  | Felicià de Cordelles i Ramanyer                                                    | 1707-?                                                                             |
| Confirmat i rehabilitat el 1930 pel rei Alfons XIII, com a Marquesat de Mura       |                                                                                    |                                                                                    |
| II                                                                                 | Ramon de Dalmases i Villavecchia                                                   | 1930-1983                                                                          |
| III                                                                                | Ramon de Dalmases i de Olabarría                                                   | 1984-1999                                                                          |
| IV                                                                                 | Alfonso Juan de Dalmases y de Olabarría                                            | 2002-actualitat                                                                    |

## Història dels marquesos de Mura
- Felicià de Cordellas i Ramanyer, I marquès de Sant Martí de Mura. Senyor de Mura i Castellnou de Bages, i Protector del Braç Militar. Va participar en les Corts de 1701 i 1705. Era fill de Galceran de Cordelles i de Vilar; net de Felicià de Cordelles i de Peguera; besnet d'Alexandre de Cordelles i d'Oms; rebesnet de Miquel de Cordelles (Doctor en Dret, Regent del Reial Consell d'Aragó, fundador en 1593 del Col·legi de Cordelles)[4]

Sense dades sobre la seva descendència.

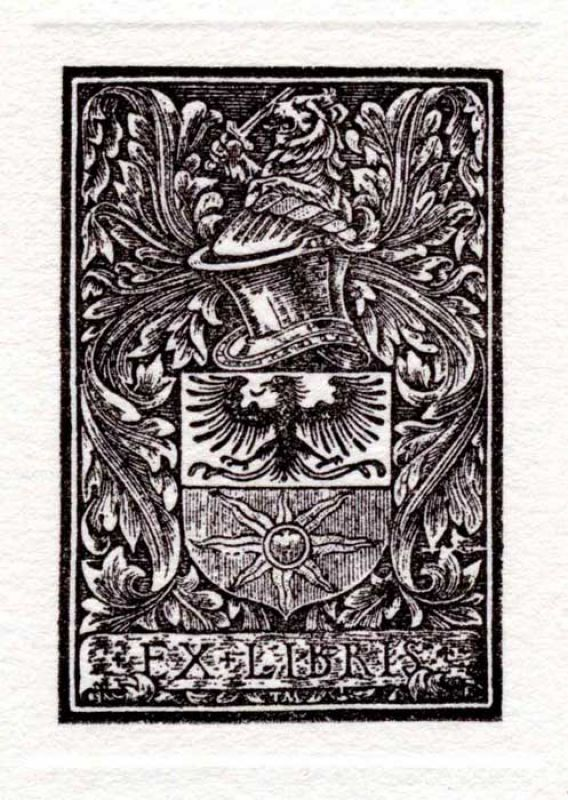
Ex libris de Ramón de Dalmases y Villavecchia, II marquès de Mura, amb l'escut heràldic del seu marquesat. Realitzat per Teodoro Miciano.

Confirmat i rehabilitat en 1930 pel rei Alfons XIII, com a "Marquesat de Mura", a favor de:
- Ramon de Dalmases i Villavecchia (1897-1983), II marquès de Mura. Doctor en Dret i Llicenciat en Història. Bibliòfil: va reunir una important biblioteca històrica. Fundador i primer president de l'Associació de Bibliòfils de Barcelona.[5] Membre del Consell d'Administració de la Caixa d'Estalvis i Mont de Pietat de Barcelona.

1. Va casar en primeres noces amb María Luisa de Olabarría Conde, amb qui va tenir sis fills: José Luis, Isabel, Ramón, Mercedes, Alfonso, i Pablo-Ignacio de Dalmases i de Olabarría.
2. Va casar en segones noces amb Eugenia G. Perret Magnasco, vídua del Dr. Marcel Junod.[6]

El succeí en 1984 el seu fill:
- Ramon de Dalmases i de Olabarría (1926-1999),[7] III de marquès Mura.

1. Casat amb Olga Clos Llombart, germana de l'empresari i egiptòleg Jordi Clos i Llombart, amb qui va tenir un fill: Ramon de Dalmases Clos.
2. Casat amb Samanta Dominguez Fernández.

El succeí el 21 de març de 2002 el seu germà:
- Alfonso Juan de Dalmases y de Olabarría, IV marquès de Mura. Llicenciat en Dret, Cavaller del Reial Cos de la Noblesa de Catalunya.

1. Va casar amb Carmen Alejandra Aymat Martín, amb qui va tenir dos fills: Ramón (†) i Alfonso-Javier de Dalmases i Aymat.
2. Va casar amb la Sra. Ferrer, amb qui va tenir dos fills: Oscar-Daniel i Tahis-Victoria de Dalmases i Ferrer.
3. Va casar amb Sara María Camín Guille, actual consort, filla del Marquès de Villamediana.

Actual titular:
Alfonso-Javier de Dalmases y Aymat.

## Blasó
≪De gules, un estel vuit puntes d'or, amb un cor també de gules. El cap d'or, una àguila de sabre..≫